# Ibrahim Kassas
Pour les articles homonymes, voir Kassas.
Ibrahim Kassas ou Brahim Kassas (arabe : إبراهيم القصاص), né le 24 juin 1965 à Kébili,, est un homme politique tunisien. Il fait partie des membres de l'assemblée constituante entre 2011 et 2014.

## Biographie

### Vie professionnelle
Jeune, il quitte la Tunisie pour faire le tour de l'Europe avant d'atterrir en Irak, pendant la guerre du Golfe, où il trouve du travail et rencontre sa compagne. Il rentre en Tunisie où ses conditions de vie sont difficiles. Il travaille comme chauffeur de poids-lourd puis, ne pouvant garder son travail, demande de l'aide au gouverneur de Kébili qui l'aide à obtenir une licence pour travailler en tant que chauffeur de louage.

### Constituant
Sans expérience et connaissances du monde politique, c'est en écoutant des débats à la télévision qu'il réussit à en acquérir. Après la révolution, il se présente comme tête de liste dans la circonscription de Kébili, à l'occasion de l'élection de l'assemblée constituante tenue le 23 octobre 2011. Il obtient alors un siège et se fait très vite remarquer par son habit traditionnel du Sud tunisien et par la virulence de ses interventions à l'assemblée. 
Il n'hésite pas à critiquer le gouvernement, le président Moncef Marzouki et le président de l'assemblée Mustapha Ben Jaafar. Il se fait aussi remarquer par son expression Echaab yakel fil dhalaf (« Le peuple mange du cactus ») devenue populaire dans les émissions télévisées comme Labès. Il est par ailleurs le porte-parole de son groupe parlementaire qu'il quitte le 17 juillet 2012 avec un autre constituant. Le 8 août, il rejoint officiellement Nidaa Tounes mais quitte le parti le 11 novembre 2013.
Ses interventions à l'assemblée entraînent souvent la colère de ses collègues et l'indignation de la classe politique tunisienne, à l'instar de son intervention contre la parité homme-femme sur les listes électorales, où il considère que « la place de la femme se trouve à la maison pour s'occuper de ses enfants et laver les pieds de son mari ».

## Médias
Il possède sa propre marionnette dans l'émission d'Ettounsiya TV, La Logique politique depuis ses interventions qui sont utilisées dans beaucoup d'émissions, à l'instar de Labès et ses sketchs comme News El Alem. Il en a aussi une dans l'émission Les Guignols du Maghreb. Il apparaît également dans l'émission du Crocodile le 23 juillet 2012.